# Creu de Sant Pere del Bosc
La Creu de Sant Pere del Bosc és una creu de terme del municipi de Lloret de Mar (Selva) inclosa en l'Inventari del Patrimoni Arquitectònic de Catalunya. Abans d'arribar a la plaça de l'ermita de Sant Pere del Bosc, tot anunciant i assenyalant el Santuari, podem contemplar la Creu de terme de pedra preciosa de Montjuïc obra d'estil modernista, dissenyada per l'arquitecte Josep Puig i Cadafalch.

## Descripció

### Localització
La creu es troba emplaçada en una terrassa quadrangular, el perímetre de la qual està tancat i delimitat per una cadena doble de ferro forjat que es troba en bastant mal estat de conservació, com ho acredita el fet que està bastant oxidada i corroïda. Es tracta d'una doble cadena unida per medallons quadrangulars, els quals estan ornats respectivament amb la Creu de St. Jordi i les quatre barres de Catalunya. La creu està ubicada sobre un quàdruple basament estructurat en dues parts ben diferenciades: per una part hi ha tres esglaons en forma de tres octògons concèntrics superposats, i per l'altra, una base circular. Aquest quàdruple basament té com a matèria primera la pedra nummulítica o pedra calcària de Girona.

### Escultures
La creu conté sobre el fust les figures de sant Pere —patró de la vall— en la part posterior i la de sant Jordi —que ho és de Catalunya— en la part frontal de cara a la carretera, en actitud de matar el drac que es troba sota els seus peus. Els respectius rostres d'ambdues figures estan parcialment deteriorats i desfigurats.
Es tracta de dues belles estàtues realitzades per l'escultor Eusebi Arnau, rematades per un dosser que les empara i corona sobre d'elles aixoplugant-les, intercalades amb els escuts que ostenten les claus del papat en un costat i les quatre barres rematant amb la corona del Principat, sobre el sant Jordi, d'on neix la Creu. Les aspes tenen forma de flor de lis; en un costat hi ha una estatueta de Jesucrist i a l'altra la Verge amb quatre àngels en actitud d'adorar-la, intercalats amb grups de lliris; tots aquests treballs són executats amb una pulcritud admirable.
La resolució plàstica i estilística de les quatre escultures, així com de tot l'entramat decoratiu i ornamental, evidencia a simple vista que ens trobem davant d'un grup escultòric magnificent obra d'una mà molt destra i avançada. Aquests postulats queden àmpliament corroborats i demostrats executant una mirada ràpida sobre el monument. Així, des de la volumetria i corporeïtat verídica i creïble dels personatges, passant per l'expressió facial dels personatges que denota solemnitat i fins a arribar a la profusa, espessa i voluptuosa decoració d'inspiració vegetal i floral que corona el monument, podem concloure que la Creu de Sant Pere del Bosc es tracta d'un monument no només de factura enormement bella, sinó que també, paral·lelament, amb una gran força simbòlica.
Comparant fotografies antigues, com ara la de la fitxa del Servei de Patrimoni núm. 26.824 de l'any 1989, amb actuals ràpidament ens adonem que la Creu de Terme de St. Pere del Bosc no ha experimentat cap canvi dràstic ni significatiu estructuralment, formal, compositiu i ornamental sinó que segueix absolutament igual. L'únic canvi que s'aprecia, és que les figures estan més deteriorades, sobretot en els rostres, a causa de l'erosió provocada pels agents climàtics com també pel pas progressiu del temps.

### Integrada en un Via Crucis
La Creu de Terme de Sant Pere del Bosc era el penúltim esglaó al llarg d'una àmplia comitiva en format de Via Crucis o viaducte. Obria la processó les Casetes de l'Àngel, seguides immediatament pel mastodòntic Monument de l'Àngel. Posteriorment la comitiva feia un parèntesi fins a l'oratori de la Mare de Déu de Gràcia. A partir d'aquí ja venia el punt àlgid de la processó, la qual s'escalfava amb la Creu de Terme de Sant Pere del Bosc i que tenia com a culminació i punt final el Santuari de Sant Pere del Bosc, complementat amb el Monument a Nicolau Font commemoratiu a l'artífex de tota aquesta processó simbòlica. Un monument el qual està ubicat al centre de la plaça del santuari.

## Història
La Creu de terme de Sant Pere del Bosc va ser encarregada per Nicolau Font i Maig, el qual era conegut popularment per la gent de Lloret com "El Conde" a causa de la seva gran fortuna. Nicolau Font va encarregar al poeta Jacint Verdaguer la reforma dels goigs de la Verge de Gràcia i un cant a la Creu, el qual va ser musicat pel prestigiós compositor Càndid Candi i Casanovas, per tal de cantar davant la Creu de Terme que va fer construir a la vista del santuari, segons un projecte del famós arquitecte modernista Josep Puig i Cadafalch -per la part de la drecera també va fer construir una altra creu de pedra, una mica més senzilla-, autor també de l'artística capella que s'alça just en la bifurcació del camí popular de Sant Pere i de la drecera. Tot això dintre d'una marcada línia modernista pròpia de l'època i que va ser solemnement inaugurat el dia 1 de maig de 1898.
Un indià curiós fou Nicolau Font i Maig (1830-1908). Va anar a Jaruco (Cuba) força jove, cridat per un oncle que treballant el camp s'hi havia fet ric i li va deixar la fortuna feta. En fou l'hereu. A 30 anys ja va adquirir, des d'allà, per 200.000 rals l'heretat lloretenca de Sant Pere del Bosc, treta a subhasta el 1860 amb la desamortització. Augmentà la fortuna heretada amb altres negocis, entre ells el comerç fet amb la coberta Jaruco que comprà (construïda a Bristol el 1957). Va tornar a Lloret tan carregat de diners que la gent li deia "el Conde" i explicaven que quan hi havia de "tallar el cupó" necessitava ajudants i s'hi passava dies. Va embellir el santuari i l'entorn de St. Pere del Bosc, i diu la llegenda que volia pavimentar el pis de l'ermita amb monedes d'or. Demanà permís al rei i aquest li va dir que sí però que, en tot cas, posades en cantell, perquè el poble no trepitgés la cara del monarca. No en devien tenir prou, perquè no es va pas fer, etc.
Gràcies a la gran fortuna que va amassar a les Amèriques, Nicolau Font i Maig es va poder construir una gran residència senyorial al centre de Lloret, com és la casa coneguda popularment com a Can Font o Can Comadran. La creu de terme de Sant Pere del Bosc va tenir dos artífexs: per una banda l'arquitecte i projectista Josep Puig i Cadafalch, per l'altra banda l'escultor Eusebi Arnau i Mascort, nascut a Barcelona en el 1864.
L'aplec de Sant Pere gaudí de molta fama arreu de la comarca i s'hi reunia gent de tota la rodalia. A banda de la missa en el santuari, s'anava a cantar a la Creu, on un predicador dirigia una plàtica als fidels, el cor de les Filles de Maria entonava el "Cant a la Creu" i, més tard, hi havia sardanes a la plaça. A la tarda, a l'ermita, hi havia la primera funció del mes de Maria.